# Judith y Holofernes

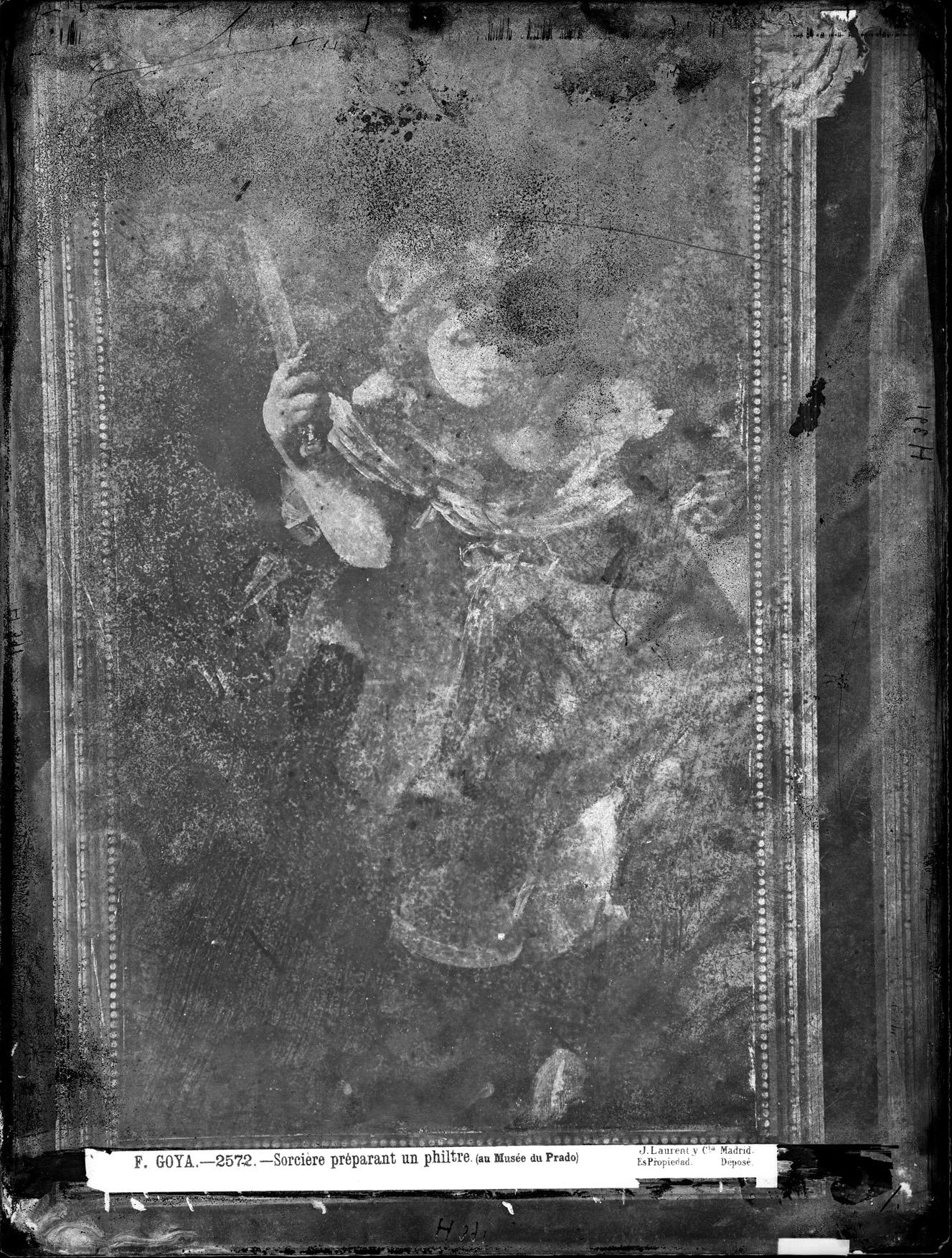
Judith y Holofernes. Fotografía (hoy deteriorada) tomada por J. Laurent en 1874, en la Quinta de Goya. Esta pintura estaba enmarcada con papeles pintados. El rótulo fue añadido al negativo hacia 1890.

Judith y Holofernes es una de las Pinturas negras que formaron parte de la decoración de los muros de la casa —llamada la Quinta del Sordo— que Francisco de Goya adquirió en 1819. Esta obra ocupaba probablemente un espacio a la derecha de la pared del fondo de la planta baja, según se entraba, junto con Saturno devorando a un hijo, que ocupaba el lado izquierdo de dicho muro dejando en medio una ventana.
La pintura mural original, junto con el resto de las Pinturas negras, fue trasladada de revoco a lienzo, a partir de 1874, por Salvador Martínez Cubells, por encargo del barón Émile d’Erlanger, un banquero francés, de origen alemán, que tenía intención de venderlas en la Exposición Universal de París de 1878. Sin embargo, las obras no atrajeron compradores y él mismo las donó, en 1881, al Museo del Prado, donde actualmente se exponen.

## Análisis
El cuadro recrea de modo personalísimo el conocido tema de Judit de Betulia que, para salvar a su pueblo del ataque del general Holofernes, lo seduce y decapita.
De este modo la obra pudiera aludir a Goya y Leocadia Zorrilla (o Leocadia Weiss, pues estaba casada con Isidoro Weiss), su posible amante. O quizá, de modo más general, al poder de la mujer sobre el hombre. Desde el punto de vista psicoanalítico se ha querido ver el tema de la castración, que deberíamos situar en el contexto de un anciano de más de setenta años (como era el pintor cuando lo realizó) en relación con su amante, mucho más joven, y con quien cohabitaba. Además el cuadro estaba enfrentado al que se ha interpretado como el de Leocadia junto al catafalco del propio Goya. 
La iluminación es muy teatral, y focalizada; parece reflejar una escena nocturna iluminada por un hachón o tea, que ilumina el rostro y brazo ejecutor de Judith y deja en penumbra el rostro de una vieja criada que está representada en actitud de ruego u oración. Es significativo que tanto el rey como la representación de la sangre queden fuera de campo, en una composición muy original, que exacerba los habituales desequilibrios compositivos y de encuadre de las Pinturas negras. 
La paleta de colores utilizada, como en toda esta serie, es muy reducida. Emplea en este caso negros, ocres y algún toque sutil de rojo, que es aplicado de modo enérgico y a pinceladas muy sueltas. Este cuadro, junto con toda la obra de la decoración de la llamada Quinta del Sordo, contiene rasgos estilísticos que el siglo XX caracterizaría como expresionistas.